# Daddi, Hukeri
Daddi là một làng thuộc tehsil Hukeri, huyện Belgaum, bang Karnataka, Ấn Độ.